# Iliá Pomazún
Iliá Aleksándrovich Pomazún (en ruso: Илья Александрович Помазун; Kaliningrado, 16 de agosto de 1996) es un futbolista ruso que juega de portero en el F. C. Spartak de Moscú de la Liga Premier de Rusia.

## Trayectoria
Después de ser incluido en la lista del PFC CSKA Moscú en marzo de 2012 a la edad de 15 años, debutó en la Liga Premier de Rusia para el club el 6 de agosto de 2017 en un partido contra el F. C. Rubin Kazán, debido a la lesión del primer portero Ígor Akinféyev.
El 5 de agosto de 2020 renovó su contrato hasta 2025 y se marchó cedido una temporada al F. C. Ural. El 25 de febrero de 2021 se canceló la cesión y regresó al equipo moscovita. Las siguientes tres campañas volvió a ser prestado al F. C. Ural habiendo previamente ampliado su contrato un año.
El 2 de febrero de 2025 dejó definitivamente el conjunto moscovita tras fichar por el F. C. Spartak de Moscú.

## Clubes
| Club                   | País  | Año       |
| ---------------------- | ----- | --------- |
| P. F. C. CSKA Moscú    | Rusia | 2017-2025 |
| F. C. Ural (cedido)    | Rusia | 2020-2021 |
| F. C. Ural (cedido)    | Rusia | 2021-2024 |
| F. C. Spartak de Moscú | Rusia | 2025-     |

## Palmarés

### Títulos nacionales
| Título             | Club                | País  | Año     |
| ------------------ | ------------------- | ----- | ------- |
| Supercopa de Rusia | P. F. C. CSKA Moscú | Rusia | 2018    |
| Copa de Rusia      | P. F. C. CSKA Moscú | Rusia | 2024-25 |

## Vida privada
Su padre Oleksandr Pomazun jugó como portero y representó a Ucrania internacionalmente antes de volver a establecerse en Rusia.